# 来宾市人民代表大会常务委员会
来宾市人民代表大会常务委员会，简称来宾市人大常委会，是中华人民共和国广西壮族自治区来宾市地方国家权力机关来宾市人民代表大会的常设机关，对来宾市人民代表大会负责并报告工作。

## 历史
来宾市人大常委会的前身为1988年1月成立的广西壮族自治区人民代表大会常务委员会柳州地区联络处。根据《中华人民共和国地方各级人民代表大会和地方各级人民政府组织法》的规定，1996年5月28日，广西壮族自治区第八届人民代表大会常务委员会第二十二次会议通过了《关于设立自治区人民代表大会常务委员会地区工作委员会的决定》，决定撤销包括柳州地区联络处在内的7个人大地区联络处，同时成立广西壮族自治区人大常委会柳州地区工作委员会。2002年12月，撤銷柳州地區成立地級來賓市后，改为今名。在2020年以前，来宾市人大常委会主任长期由来宾市委书记兼任。

## 职权
根据《中华人民共和国宪法》第三章第五节和《中华人民共和国地方各级人民代表大会和地方各级人民政府组织法》第三章第四十四条，来宾市人民代表大会常务委员会依法行使下列职权：
1. 在来宾市，保证宪法、法律、行政法规和上级人民代表大会及其常务委员会决议的遵守和执行；
2. 领导或者主持来宾市人民代表大会代表的选举；
3. 召集来宾市人民代表大会会议；
4. 讨论、决定来宾市的政治、经济、教育、科学、文化、卫生、环境和资源保护、民政、民族等工作的重大事项；
5. 根据来宾市人民政府的建议，决定对来宾市的国民经济和社会发展计划、预算的部分变更；
6. 监督来宾市人民政府、来宾市中级人民法院和来宾市人民检察院的工作，联系来宾市人民代表大会代表，受理人民群众对上述机关和国家工作人员的申诉和意见；
7. 撤销下一级人民代表大会及其常务委员会的不适当的决议；
8. 撤销来宾市人民政府的不适当的决定和命令；
9. 在来宾市人民代表大会闭会期间，决定来宾市副市长的个别任免；在来宾市市长和来宾市中级人民法院院长、来宾市人民检察院检察长因故不能担任职务的时候，从来宾市人民政府、来宾市中级人民法院、来宾市人民检察院副职领导人员中决定代理的人选；决定代理检察长，须报广西壮族自治区人民检察院和广西壮族自治区人民代表大会常务委员会备案；
10. 根据来宾市市长的提名，决定来宾市人民政府秘书长、局长、委员会主任、科长的任免，报广西壮族自治区人民政府备案；
11. 按照人民法院组织法和人民检察院组织法的规定，任免人民法院副院长、庭长、副庭长、审判委员会委员、审判员，任免人民检察院副检察长、检察委员会委员、检察员，批准任免下一级人民检察院检察长；
12. 在来宾市人民代表大会闭会期间，决定撤销个别副市长的职务；决定撤销由它任命的来宾市人民政府其他组成人员和人民法院副院长、庭长、副庭长、审判委员会委员、审判员，人民检察院副检察长、检察委员会委员、检察员，中级人民法院院长，人民检察院分院检察长的职务；
13. 在来宾市人民代表大会闭会期间，补选广西壮族自治区人民代表大会出缺的代表和罢免个别代表；
14. 决定授予地方的荣誉称号。

## 組織機構
来宾市人大常委会下设7个专门委员会，分别是监察和法制委员会、财政经济委员会、农业和农村委员会、城乡建设环境保护委员会、教育科学文化卫生委员会、民族外事华侨宗教委员会、社会建设委员会。此外还设有办公室、研究室、选举联络工作委员会、法制工作委员会4个工作机构。此外，来宾市人大常委会办公室下还设有综合科（加挂信访科）、人事教育科、行政财务科3个科室和来宾市人大机关事务服务中心。

## 历届组成人员

### 第五屆常務委員會（任期2021年－2026年）
主任：韦平（壮族）（2024年6月因涉嫌严重违纪违法，目前正接受审查调查） → 沙君俊（2025年7月31日因涉嫌严重违纪违法，目前正接受审查调查） → 空缺中
副主任：闭海东、吴立（女）、莫莲（女，瑶族）、周灵（壮族）、吴孝斌、张雪玲（女）
秘书长：蓝福武

### 第四屆常務委員會（任期2016年－2021年）
主任：农生文（壮族、至2020年）
、庞标益（2020年补选）
副主任：庞标益（至2020年）、韦文智（壮族）、王松胜、卢忠（壮族）、吴立（女）、谢大研（壮族，2019年罢免）、闭海东（2020年补选）、朱柱伟（2020年补选）、莫莲（女，瑶族，2020年补选）
秘书长：朱柱伟（至2020年）、杨添才（2020年补选）

### 第三屆常務委員會（任期2011年－2016年）
主任：张秀隆（至2013年）、李志刚（2013年补选）

## 相关链接
- 来宾人大 （页面存档备份，存于）官方网站